# Farben Lehre (album)
Farben Lehre – album zespołu Farben Lehre, zawierający jego największe przeboje. Został wydany z okazji 20–lecia istnienia zespołu. Składa się z dwóch płyt. Na pierwszej z nich znajdują się piosenki stworzone przez Farben Lehre, z kolei na drugiej covery przebojów znanych zespołów punkrockowych i rockowych (m.in. The Clash, Sex Pistols, Nirvana).

## Lista utworów
Źródło:.
| 1. „Nowe helikoptery” (z Atomowych zabawek – 2001) – 2:48 2. „Garażówka” (ze Zdrady – 1996) – 2:16 3. „Atomowe zabawki” (z Atomowych zabawek – 2001) – 3:09 4. „Pogodna” (z Farbenheita – 2005) – 3:32 5. „Krótka piosenka” (z Bez pokory – 1991) – 2:50 6. „Pozytywka” (z Pozytywki – 2003) – 3:28 7. „Terrorystan” (z Farbenheita – 2005) – 3:01 8. „Handel” (z My maszyny – 1993) – 3:28 9. „Ulice milczą” (z Farbenheita – 2005) – 2:46 10. „Nierealne ogniska” (z My maszyny – 1993) – 4:18 11. „Analfabeci” (z Insektów – 1995) – 3:20 12. „Egoiści” (z Bez pokory – 1991) – 3:58 13. „Muzyka i zdrada” (ze Zdrady – 1996) – 2:37 14. „Judasz” (z Pozytywki – 2003) – 3:08 15. „Diabeł” (z Farbenheita – 2005) – 3:06 16. „Niepokój” (ze Zdrady – 1996) – 3:59 17. „Miasto końca wieku” (z Atomowych zabawek – 2001) – 2:34 18. „Portrety” (z Insektów – 1995) – 3:29 19. „Akcja segregacja” (z My maszyny – 1993) – 3:15 20. „Rozkołysanka” (z Atomowych zabawek – 2001) – 5:02 | 1. „Konobar” (Električni orgazam) – 2:20 2. „Spodnie z GS-u” (Butels) – 3:03 3. „She Goes To Finos” (The Toy Dolls) – 2:40 4. „Piosenka leniwych słoni” (Eddie Cochran) – 2:29 5. „Should I Stay or Should I Go” (The Clash) – 2:28 6. „Anarchy in the U.K.” (Sex Pistols) – 3:07 7. „Buffalo Soldier” (Bob Marley) – 3:07 8. „Rape Me” (Nirvana) – 2:25 9. „Strażnicy moralności 2” (Kolaboranci) – 2:44 10. „Siła w nas” (Strajk) – 3:21 11. „Kwiaty” (Cela nr 3) – 2:48 12. „Ku przyszłości” (Dezerter) – 2:49 13. „I nikomu nie wolno...” (Die Toten Hosen) – 3:06 14. „Dolina lalek” (Kryzys) – 2:12 15. „Kicinsky” (Galt MacDermot) – 1:39 16. „Hey Hey” (trad.) – 2:11 17. „Somebody Put Something...” (Ramones) – 2:46 18. „Wojny” (UK Subs) – 2:46 19. „Jumping Jack Flash” (The Rolling Stones) – 2:32 20. „Pożar w Kwaśniewicach” (Niebiesko–Czarni) – 1:57 |